# Rlogin
rlogin е програма за Unix, позволяваща отдалечен достъп до друг хост. Това е и името на протокола (на application нивото от OSI), използван за осъществяване на този отдалечен достъп, и ползващ TCP порт 513. След осъществяване на връзката с отдалечения компютър, той може да се използва пълноценно, точно както и ако потребителят е пред него. Използва се само за достъп до Unix хостове, използващи демона rlogind.
rlogin се използва главно в частни мрежи, където информацията за потребителите и паролите им бива достъпна за всички Unix машини. Този модел разчита на сигурността на другите машини и самата инфраструктура на мрежата. rlogind позволява и анонимен достъп (без използване на парола) при специална конфигурация на сървъра (или клиента).
rlogin има сериозни проблеми със сигурността. Този протокол обменя всичката си информация (включително паролите) некриптирана. Това позволява тя да бъде видяна и дори променена по пътя между двата хоста. rlogin няма механизъм за проверка на хоста, който се закача към демона, а и има сериозни проблеми със сигурността на конфигурационните файлове. Това е причина rlogin да се използва рядко в несигурни мрежи (като Интернет). Частните мрежи също го заменят с алтернативните SSH и slogin (подобен на rlogin). Затова и вече много Unix и Linux дистрибуции не го ползват по подразбиране.